# Great Wall Pao
Great Wall Pao — пикап китайского автопроизводителя Great Wall Motors, выпускаемый с 2019 года. Созданный на одной платформе с флагманским внедорожником Haval H9, пикап стал флагманским пикапом компании, сместив линейку Great Wall Wingle.

## История
Модель ознаменовала возвращение марки Great Wall Motors исключительно к пикапам (выведя кроссоверы и внедорожники в бренды Haval и Wey) в сегменте которых на протяжении 10 лет была лидером в Китае с пикапом Great Wall Deer.
Пикап был представлен весной 2019 года на Автосалоне в Шанхае. В продажу на местном рынке поступил 24 октября 2019 года, за первые 30 дней дилеры оформили свыше 16 000 предзаказов. Через три года в сентябре 2021 года в Китае ключ от 200-тысячного Poer был передан его владельцу на 24-м Автосалоне в Чэнду.
В конце 2020 года модель планируется вывод модели на рынки Австралии, Южной Африки и Латинской Америки. 

### В России
В России пикап поступил в продажу в июне 2021 года, к 2022 году продано 390 единиц, за первое полугодие 2022 года — 219 единиц. В 2023 году продано 2937 единиц. В 2024 году Great Wall Poer с продажами в в 4 722 экземпляра стал самым продаваемым пикапом в России, сместив на второе место непрерывно восемь лет в 2016—2023 годах лидировавший в этом сегменте УАЗ «Пикап».

## Технические характеристики
Модель построена на новой платформе P71, которая унифицирована с тележкой рамного внедорожника Haval H9. 
Двигатели те же моторы, что и на Haval H9: 
- 2,0-литровая бензиновая «турбочетвёрка» GW4C20B мощностью 190 л. с.
- 2,0-литровый турбодизель мощностью 150 л. с.

Дисковые тормоза и установлены на всех колёсах. Подвеска: спереди пружины. сзади рессоры.  
Габариты грузовой платформы: 1520×1520×538 мм. 
Размерность базовых шин — 265/60 R18.

## Модификации
Помимо базовой версии, стоимость которой в зависимости от оснащения — от 126 800 до 159 800 юаней (1,2-1,5 млн рублей в переводе по текущему курсу), пикап выпускается ещё в двух модификациях, которые пока доступны только с пятиместной кабиной:
- Offroad — имеет иную решётку радиатора, усиленные бампера и защитный обвес из неокрашенного пластика, оборудован лебедкой и массивным каркасом безопасности, длиннее обычной версии на 20 см. В продажу поступил через месяц - 24 ноября 2019 года, по цене на 30% дороже — 198 000 юаней (около 1,8 млн рублей).[7]

- Commercial Edition — простая комплектация для коммерческого сектора. Внешне модель имеет более практичный внешним вид без обилия хрома, вместо пружин сзади установлены рессоры, нет блокировки дифференциала заднего моста, только МКПП, отделка салона бюджетная. Стоимость от 97,8 до 126,8 тысяч юаней (884 тыс. - 1,146 млн. рублей).[8]

## Галерея

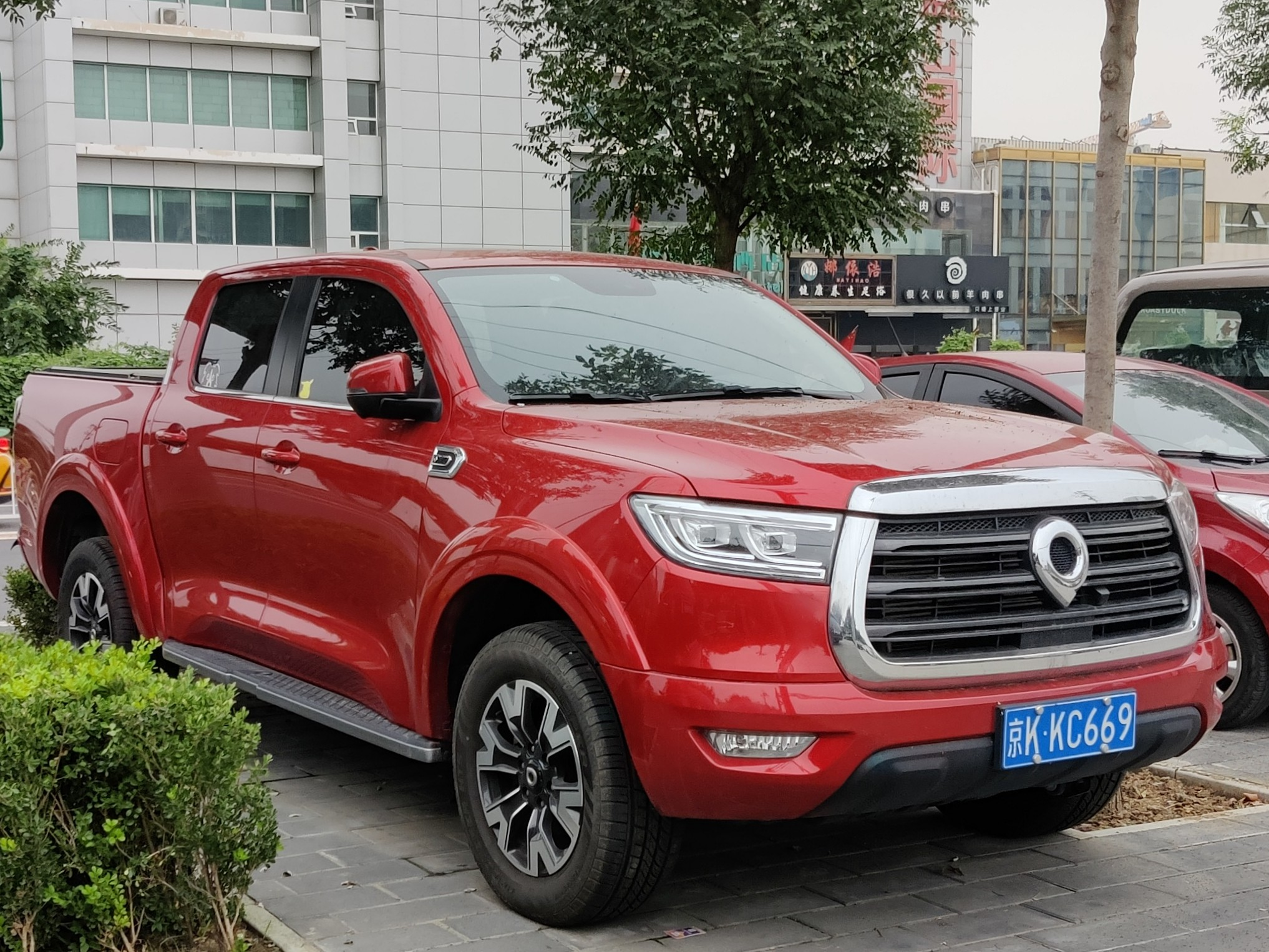
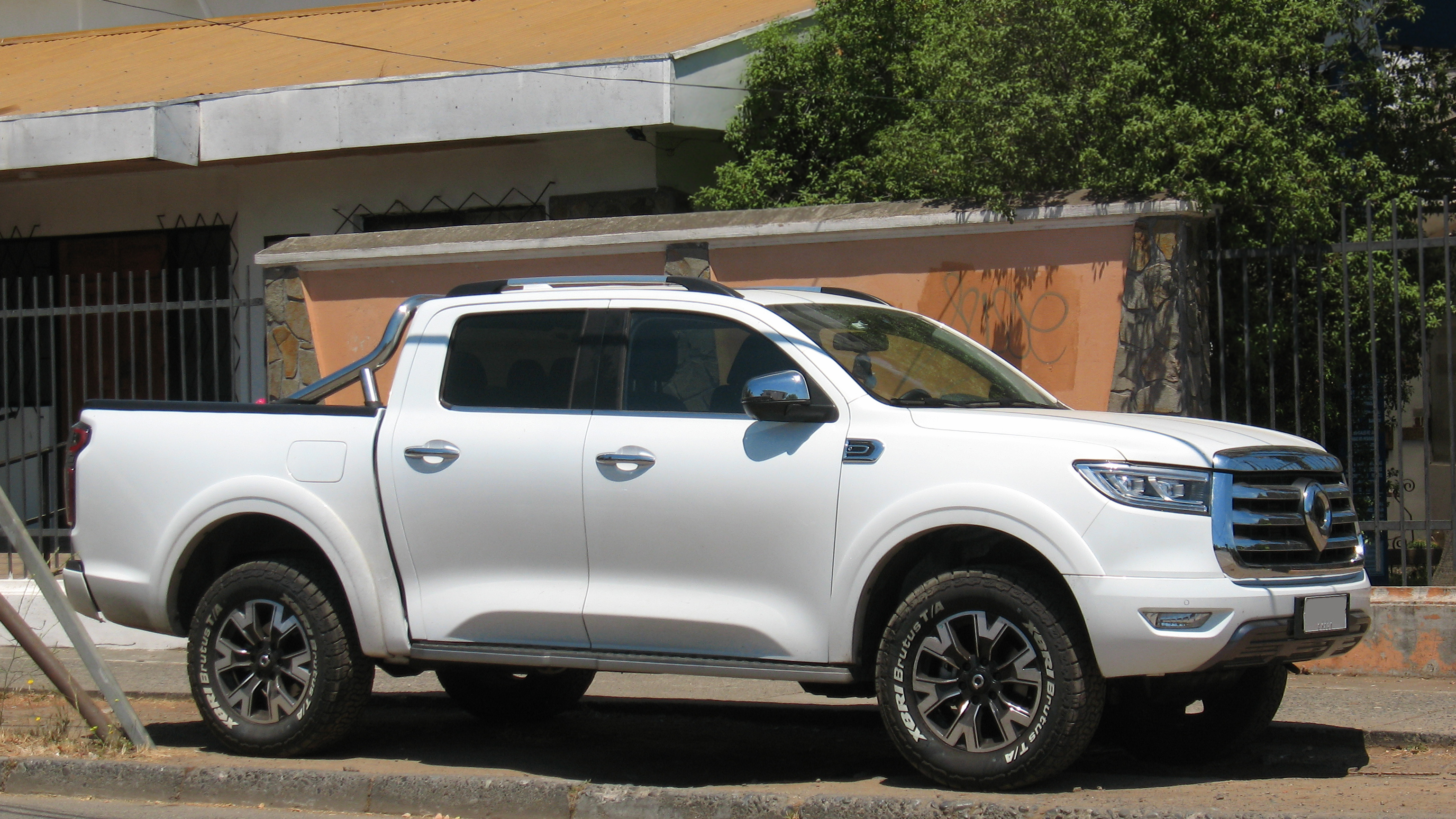
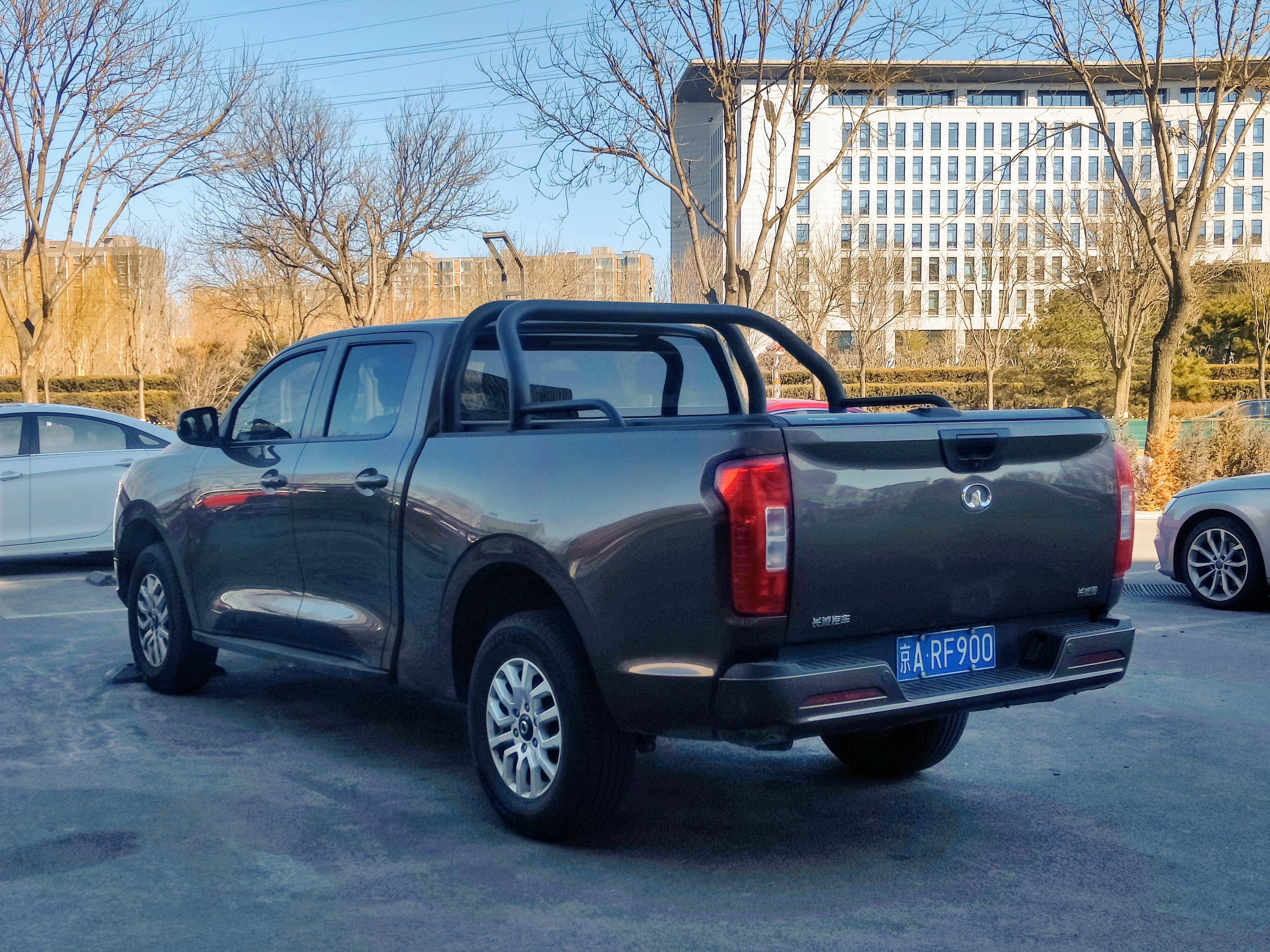